# Heinrichsberg
Heinrichsberg là một đô thị ở huyện Börde thuộc bang Sachsen-Anhalt, nước Đức. Đô thị Heinrichsberg có diện tích 11,34 km², dân số thời điểm ngày 31 tháng 12 năm 2006 là 381 người.